# Peter boat

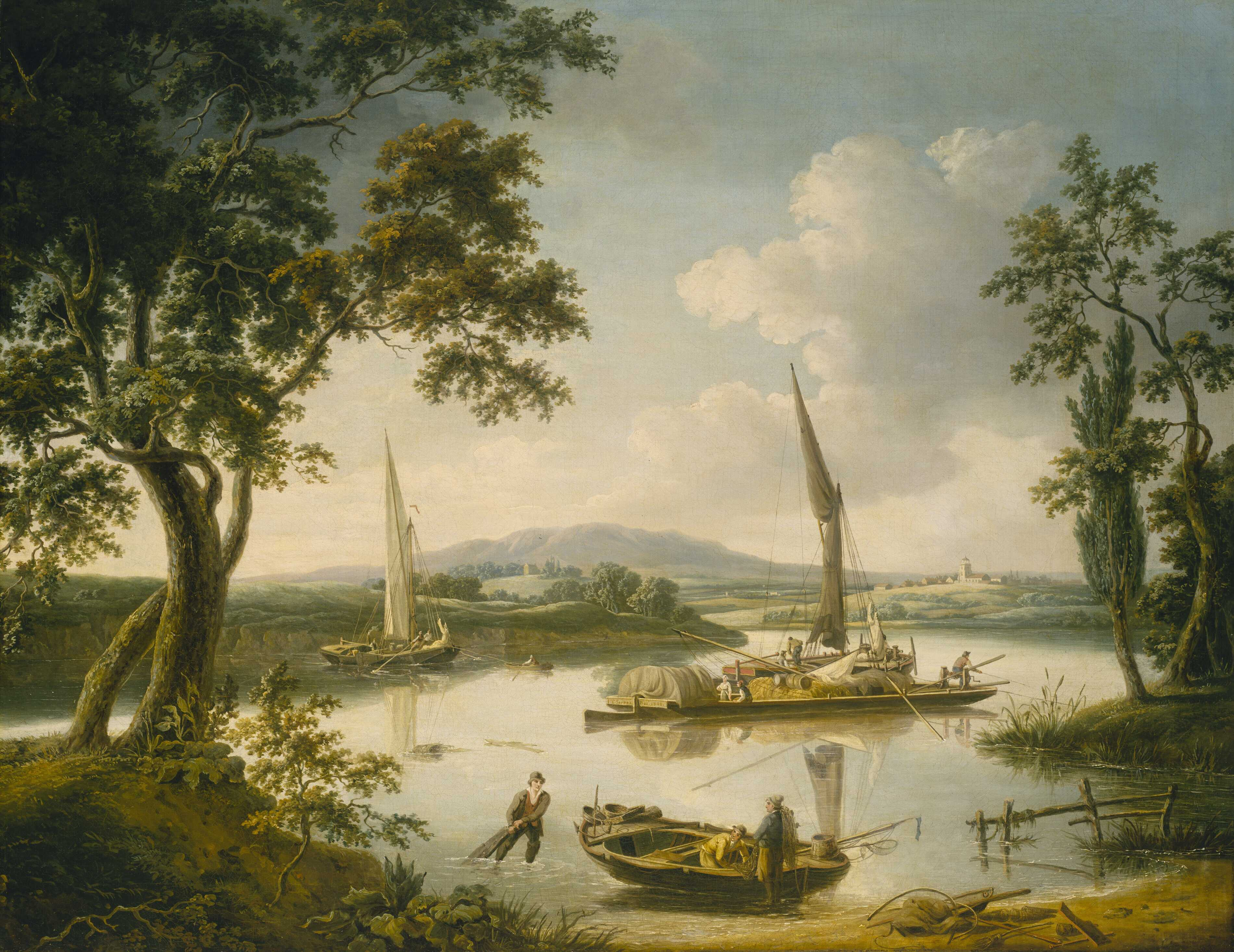
La Tamise à Shillingford, 1823, une peinture à l'huile de John Thomas Serres. Le petit bateau de pêche au premier plan est un peter boat.

Peter boat a greenwich en 1829 (le vivier central est bien visible).

Un peter boat ou peterboat est un type de petit voilier de pêche traditionnel (3 à 4 m de long), à un mât gréé avec une voile à livarde, munie de rames. Ce type de bateau est d'origine nordique (proche des yoals norvégiens), principalement utilisé sur le fleuve et dans l'estuaire de la Tamise et les côtes de l'est de l'Angleterre à partir du XVIe siècle,  

## Historique
Ce type, proche des yoals norvégiens, est d'origine nordique. Il apparait vers le XVIe siècle dans l'estuaire de la Tamise et les côtes adjacentes de l'est de l'Angleterre. Selon la légende, l'origine du nom des peter boats vient du fait que ce bateau aurait été utilisés pour transporter les passagers vers et depuis l'abbaye de Saint-Pierre, situé historiquement sur l’emplacement actuel de l'abbaye de Westminster à Londres. Il n’existe pas aujourd'hui de modèle de ce type de bateau. 
Le Peter Boat Inn, à Leigh-on-Sea, près de l'embouchure de l'estuaire de la Tamise, doit son nom à ce type de bateau de pêche,. 

## Description
Un peter boat présente une coque à bordage à clin, non ponté, à double terminaison, d'environ 3.7 m (12 pieds) de longueur, généralement utilisé pour la pêche, (un vivier est présent en milieu de coque). Il est propulsé à la rame et la voile, le gréement se compose d'un mât équipé d'une voile à livarde.